# Miriam Wurster
Miriam Wurster (* 1964 in Hamburg) ist eine deutsche Cartoonistin. Sie studierte Illustration und Cartoon an der Hochschule für Künste Bremen. Seit 1992 arbeitet sie als freie Cartoonistin für zahlreiche Magazine, darunter Nebelspalter, Titanic, spiegel online, taz, Stern, Charlie Hebdo, Welt der Frauen (Österreich) und für den Weserkurier.

## Werke
- mit Bettina Bexte: Wann ist es denn soweit? Die Cartoons für die schönste Zeit im Leben. Schünemann, Bremen 2006, ISBN 978-3-7961-1884-5.
- mit Bettina Bexte: Fröhliche Weihnachten! Carlsen, Hamburg 2008, ISBN 978-3-551-68037-2.
- AutorInnenkollektiv und Clemens Ettenauer (Hrsg.): Cartoons über Kunst. Holzbaum, Wien 2013, ISBN 978-3-9503508-6-9.
- AutorInnenkollektiv und Clemens Ettenauer (Hrsg.): Cartoons über Wien. Holzbaum, Wien 2014, ISBN 978-3-902980-02-1.
- Gewalt im Alltag. 40 Cartoons von Miriam Wurster. Logbuch Verlag, Bremen 2015, ISBN 978-3-9817345-0-8[2]

## Ausstellungen
- 2024: Miriam Wurster – Schrei mich bitte nicht so an! Caricatura – Galerie für komische Kunst, Kassel

## Auszeichnungen
- 2015 wurde sie mit dem Deutschen Karikaturenpreis in Silber ausgezeichnet.[3]
- Das Cartoonheft Gewalt im Alltag wurde vom Club der komischen Künste in Wien als bestes Cartoonbuch 2015 ausgezeichnet.
- Beim Deutschen Karikaturenpreis 2020 wurde Wurster mit dem Geflügelten Bleistift in Silber ausgezeichnet.
- Beim Deutschen Cartoonpreis 2025 wurde eines ihrer Werke mit dem zweiten Preis ausgezeichnet, mit der Begründung, dass es die „wachsende Entkopplung zwischen digitaler und realer politischer Teilhabe verdeutliche. Es ist ein Appell an alle demokratischen Betrachter, sich weiter aktiv für den Erhalt einer demokratischen Gesellschaft einzusetzen und sich kritisch mit den Herausforderungen von Fake News, KI und der realen politischen Teilhabe auseinanderzusetzen.“[4]